# Imbolc
Imbolc es uno de los cuatro principales festivales del calendario celta, asociado con el ritual de la Fertilidad, también  como el día de Santa Brígida o Brigid o la Fiesta de la Candelaria, y en tiempos más recientes ha sido celebrado como el festival del fuego, uno de los ocho días festivos (cuatro solares y cuatro lunares) o Sabats de la rueda del año neopagano. 
En Escocia el festival es también conocido como Latha Fhèill Brìghde, en Irlanda como Lá Fhéile Bríde y en Gales como Gwyl Ffraed.
El Imbolc se asocia convencionalmente con el 1 de febrero aunque el festival celta comienza el 31 de enero. En tiempos recientes la ocasión ha sido generalmente celebrada por los paganos modernos el 1 o el 2 de febrero. Algunos neopaganos relacionan esta celebración con el punto medio entre el solsticio de invierno y el equinoccio de primavera que actualmente se celebra el 4 y el 5 de febrero.

## Origen celta
La evidencia de que Imbolc se celebraba se deriva de las colecciones de folclore hechas durante el siglo XIX y principios del siglo XX en Irlanda y Escocia, además de estudios comparativos de costumbres similares en Escandinavia. Como otros festivales del calendario celta en la tradición irlandesa, Imbolc se celebraba el 1 de febrero, lo cual marcaba el comienzo del día de acuerdo con las costumbres celtas.
El festival se asocia principalmente con la llegada del periodo de lactancia de las ovejas, aprestas a dar a luz en primavera. Esto puede variar hasta dos semanas antes o después del comienzo de febrero.
El nombre en lengua irlandesa significa “en el ombligo” (i mbolg), refiriéndose a la gestación de las ovejas, y es también un término celta para primavera. Otro nombre es Oimelc, que significa “leche de ovejas”; significa asimismo Brígida y se refiere a la diosa celta de la metalurgia en cuyo honor el día es sagrado.
La festividad es una fiesta de luz, reflejando los días cada vez más largos y la esperanza de la primavera. Tradicionalmente se iluminan faroles en los frentes de las casas por unos cuantos minutos, y en los rituales suelen participar muchas veladoras.

## El día de Santa Brígida
Santa Brígida es la segunda patrona de Irlanda y su día es el primer día de primavera, La Feabhra.

## Neopaganismo
Los neopaganos de diferentes tradiciones observan esta festividad de diversas maneras. Tales formas de neopaganismo pueden ser completamente diferentes y tener diversos orígenes, sus representaciones de Imbolc pueden variar considerablemente a pesar del nombre similar. Algunos lo celebran de una forma los más cercana posible a los antiguos celtas, y las culturas célticas modernas mantienen las tradiciones. 
En épocas más recientes Imbolc suele celebrarse por los modernos paganos el 1 o 2 de febrero. Algunos paganos relacionan esta celebración con el punto medio entre el solsticio de invierno y el equinoccio de primavera. Esta festividad puede celebrarse durante la Luna llena cerca del punto medio entre el solsticio de invierno y el equinoccio de primavera, o cuando las flores primaverales brotan a través de la nieve.

### Reconstruccionismo celta
Como otras tradiciones reconstruccionistas, los paganos reconstruccionistas celtas ponen énfasis en la precisión histórica. Ellos basan sus celebraciones y rituales en la tradición de las culturas célticas de hoy, así como en la investigación de las antiguas creencias politeístas celtas. Usualmente celebran el festival cuando se sienten los primeros indicios de la primavera o en la Luna llena próxima a este tiempo. Muchos usan canciones y ritos tradicionales de fuentes tales como "The Silver Bough" y "The Carmina Gadelica". Es especialmente una época para honrar a la diosa, en su aspecto de Brígida, y muchos de sus seguidores escogen esta época del año para ejecutar rituales en su honor.

### Wicca
En la Wicca, se celebra una variación de Imbolc como uno de los cuatro festivales de fuego, que forman parte de los ocho aquelarres (sabbats) de la Rueda del Año. Imbolc se celebra entre Yule (solsticio de invierno) y Ostara (equinoccio de primavera). El punto medio astrológico preciso en el hemisferio norte es cuando el Sol alcanza quince grados de Acuario. En el hemisferio sur, el comienzo de la primavera es en el punto medio de Leo. En la Wicca diánica, Imbolc (también conocido como Candelaria) es el tiempo tradicional para las iniciaciones. En otros estilos de Wicca es el  momento para rededicaciones y promesas para el año venidero. Esta festividad está relacionada también con la leche, por lo que es tradición comer queso, productos lácteos y beber leche.